# Jozef Patrovič
Jozef Patrovič (Lipovník, 18 luglio 1941 – Prievidza, 3 novembre 2023) è stato un imprenditore, cantante e attivista slovacco. È stato anche ex autista di autobus. Dal 2010 partecipa regolarmente allo spettacolo Česko Slovensko má talent su TV JOJ. Ha partecipato anche lui al concorso Talentmania su TV Markíza.

## Biografia
Veniva da Lipovník, da una famiglia cattolica. Ha studiato chimica (RNDr.) e successivamente ha lavorato in una conceria a Bošany. Dopo aver lasciato la conceria nel 1964, divenne autista di autobus e anche cantante in un gruppo musicale di Československá autobusová doprava a Topoľčany. La band suonava ogni sabato e domenica e lui ci ha lavorato fino al 1974.

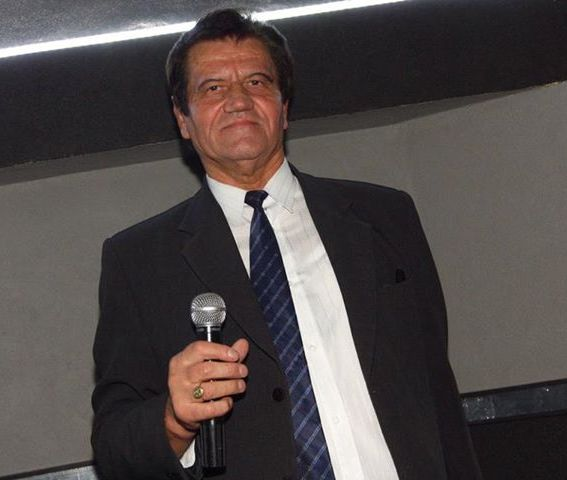
Jozef Pátrovič nel 2014

Nel 2018 si è candidato alla carica di sindaco del villaggio Nitrianska Blatnica per il partito Nezávislí kandidáti (Candidati indipendenti).
Pátrovič era noto per non amare l'aria e l'amianto non ventilati. Era un amante delle composizioni di Karel Gott, da cui cantava "Zvonky štěstí" e "Kdepak, ty ptáčku, hnízdo máš?"
A Pátrovič è stato intitolato anche il premio speciale assegnato esclusivamente a Česko Slovensko má talent denominato "Zlatý Pátrovič" (Golden Patrovič o GLDN PTRVČ).
Viveva a Prievidza e il suo manager era Dominik Papala.